# Saint-Légier-La Chiésaz
Saint-Légier-La Chiésaz es una comuna suiza del cantón de Vaud, situada en el distrito de Riviera-Pays-d'Enhaut. Limita al norte con la comuna de Châtel-Saint-Denis (FR), al este con Blonay, al sur con La Tour-de-Peilz y Vevey, y al oeste con Corsier-sur-Vevey.
La comuna hizo parte hasta el 31 de diciembre de 2007 del distrito de Vevey, círculo de La Tour-de-Peilz. 